# Benjamin Nicaise
Benjamin Nicaise (* 28. September 1980 in Maisons-Alfort) ist ein ehemaliger französischer Fußballspieler.

## Karriere
Nicaise begann seine Karriere in der Jugendmannschaft von AS Nancy, wo er 2000 in die erste Mannschaft geholt wurde. In seiner ersten Saison wurde der Verein Fünfter der Ligue 2. 2001/02 konnte der neunte Platz erreicht werden. Nach Platz 15 2002/03 und sechs 2003/04 wechselte der defensive Mittelfeldspieler im Sommer 2004 zum FC Metz.
Sein Debüt in der höchsten französischen Spielklasse gab Nicaise am 7. August 2004 gegen den FC Nantes, als er in der Nachspielzeit der 2. Halbzeit für Hervé Tum eingewechselt wurde. Das Spiel endete mit einem 1:0-Sieg für Metz. In dieser Saison kam er auf weitere 13 Einsätze. Metz belegte den 16. Platz der Ligue 1 und sicherte sich den Ligaerhalt. Daraufhin verließ er Metz und wechselte in die zweite Liga zum SC Amiens, mit dem er in der Endtabelle der Saison 2005/06 Platz 16 belegte. Nach einer weiteren Herbstsaison beim SC wechselte er im Winter 2006/07 nach Belgien zum RAEC Mons. Mons wurde Neunter der Liga, in der Saison 2007/08 wurde der Klassenerhalt mit einem 16. Rang errungen.
Im Sommer 2008 unterschrieb Nicaise bei Standard Lüttich. Hier konnte er den ersten Meistertitel seiner Karriere feiern, weiters wurde der Supercup gewonnen. Er gab sein Debüt auf europäischer Klubebene, als er in der 3. Runde der Qualifikation zur UEFA Champions League gegen den FC Liverpool in der 90. Minute für Tomislav Mikulić eingewechselt wurde. In der darauffolgenden Saison kam der Verein in der Europa League bis ins Viertelfinale und wurde in der Meisterschaft Achter, wobei die Mannschaft in den Play-offs für die Europa-League-Startplätze Platz zwei in Gruppe B erreichte.
2010 wechselte er zu Lierse SK und wurde nach nur sechs Monaten weiter an den griechischen Zweitligisten Panthrakikos Komotini verliehen. Im Sommer 2011 ging er zurück zu seinen ehemaligen Verein RAEC Mons und beendete hier im Januar 2013 auch seine aktive Karriere als Spieler.

## Nach der aktiven Karriere
Ab Sommer 2017 war Nicaise Teammanager bei Standard Lüttich. Im Mai 2019 wurde er dort Chefscout, und ab der Saison 2020/21 wechselt er zur Aufgabe des technischen Direktors.

## Erfolge
- Belgischer Meister: 2009
- Belgischer Supercupsieger: 2009